# 广西壮族自治区人民代表大会
广西壮族自治区人民代表大会，简称广西壮族自治区人大，是中华人民共和国广西壮族自治区的地方国家权力机关。其常设机构为广西壮族自治区人民代表大会常务委员会。

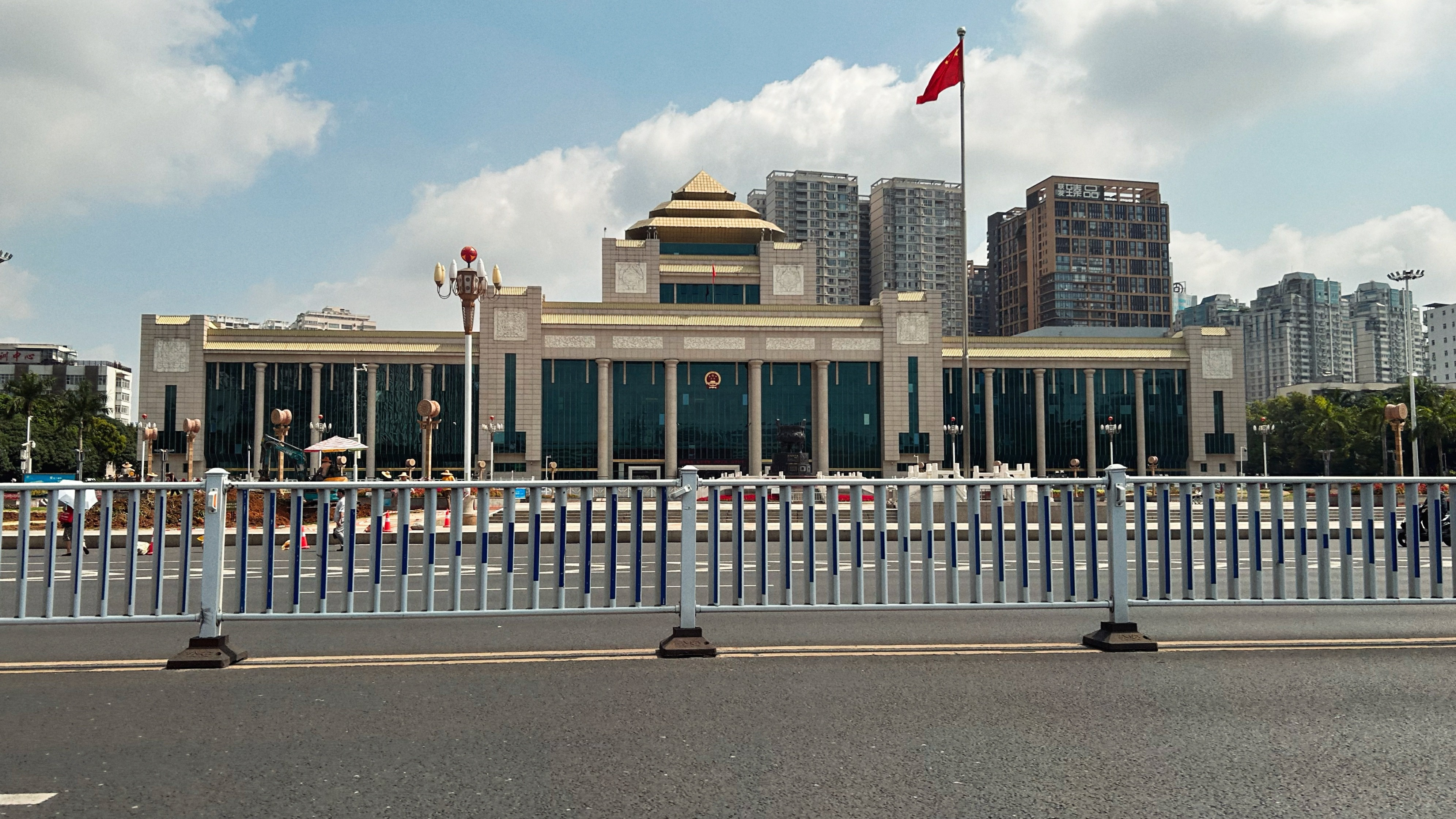
广西壮族自治区人民大会堂